# Guillaume de Spinny
Guillaume Jean Joseph de Spinny (Brussel, 1721 – Den Haag, 13 oktober 1785) was een Zuid-Nederlandse portretschilder werkzaam in Den Haag.

## Levensloop
Spinny groeide op in Brussel, in de Oostenrijkse Nederlanden, waar hij opgeleid werd in het vak van kunstschilder. Na een verblijf in Frankrijk voor verdere opleiding, liet hij zich inschrijven als meester schilder bij Confrèrie Pictura in Den Haag. Op 20 juli 1756 betaalde hij 18 florijnen als lidmaatschapsgeld. Hij bleef er actief tot zijn overlijden en werd daar begraven op Oud Eik en Duinen op 13 oktober 1785. Spinny behoorde tot de kring van hofschilders aan het Hof van erfstadhouder Willem V van Oranje-Nassau.
De mening over zijn portretten verschilt Frans Grijzenhout  beschouwt hem als capabel voor zijn tijd, Pierre Bantier als minder verfijnd. Spinny ontving vlot bestellingen van de elite van de republiek. Zijn grootste doek is de Groep van burgemeester en regenten in Den Haag (1759) waarvoor hij 25.000 florijnen ontving. 
Andere prominenten die zich lieten portretteren waren de volgende heren: Hendrik Lijnslager, Gijsbert Jan van Hardenbroek, de gebroeders baron Hendrik en Simon Petrus Collot d’Escury, Jacob Kien, Sigismund Pierre Alexander van Heiden Reinestein, Jacob Adriaan du Tour en zijn gezin, Reinier Bernardus Hoynck van Papendrecht, Bertrand Philip Sigismund Albrecht van Gronsveld, Pieter Matthijs Beelaerts van Emmichoven, Quirun van Stryen, Diederik Jacob van Tuyll van Serooskerken (1707-1776) en Jacob van der Heim. Portretten van vooraanstaande dames waren deze van Charlotte-Elisabeth van der Burch, Anna Magdalena della Faille, Carolina van Oranje-Nassau en haar kinderen, Elisabeth Maria van Neck, Jacoba Helena de Vicq, Johanna Magdalena de Mey, Belle van Zuylen, Gesina Oldenhuis, Wilhemina van Pruisen (de echtgenote van prins Willem V), Isabella Agneta van Lockhorst  en Agneta Geertruida van Lockhorst.
In Nederland zijn portretten van Spinny onder meer te vinden in de Galerij Prins Willem V in Den Haag, het Centraal Museum van Utrecht, Museum Rotterdam, Slot Zuylen te Oud-Zuilen en het Rijksmuseum Amsterdam.
In het Zeeuws Museum te Middelburg is de enige bekende pastel van Spinny te vinden met een portret van Pieter Paulus.

## Portrettengalerij

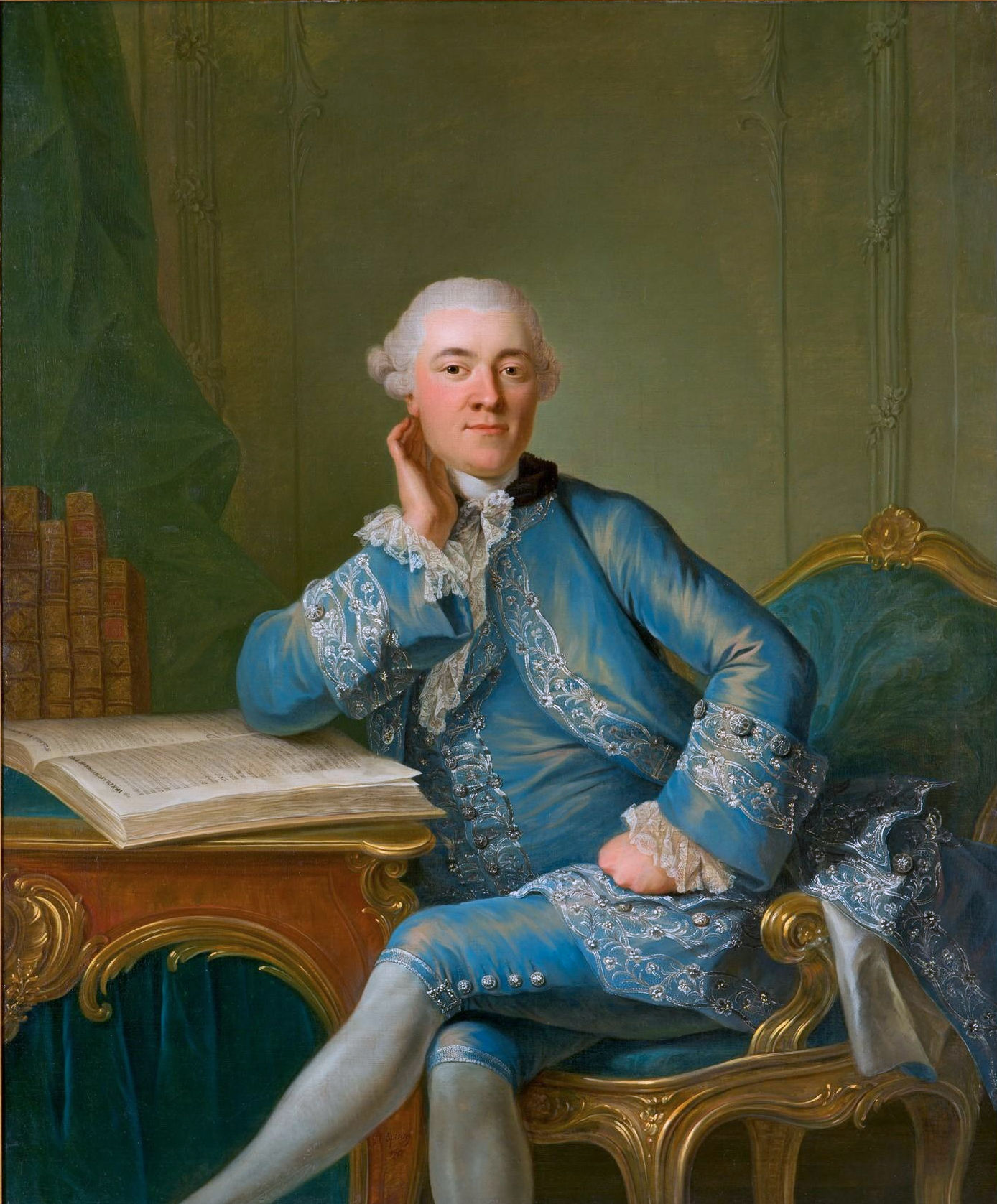
Sigismund Pierre Alexander van Heiden Reinestein
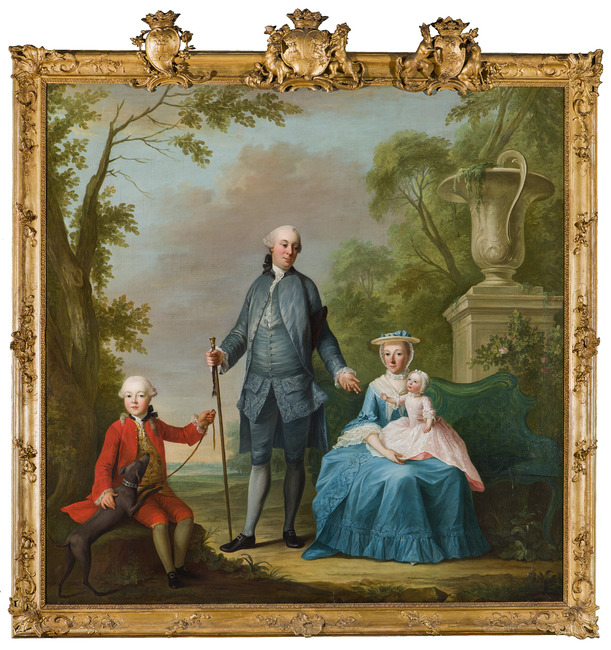
Jacob Adriaan du Tour en zijn gezin
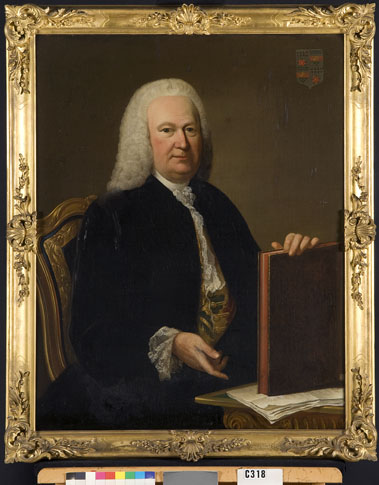
Reinier Bernardus Hoynck van Papendrecht
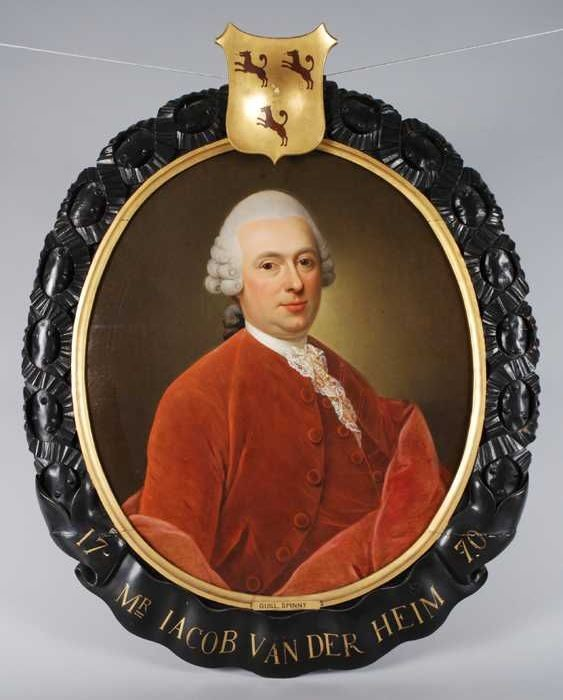
Jacob van der Heim
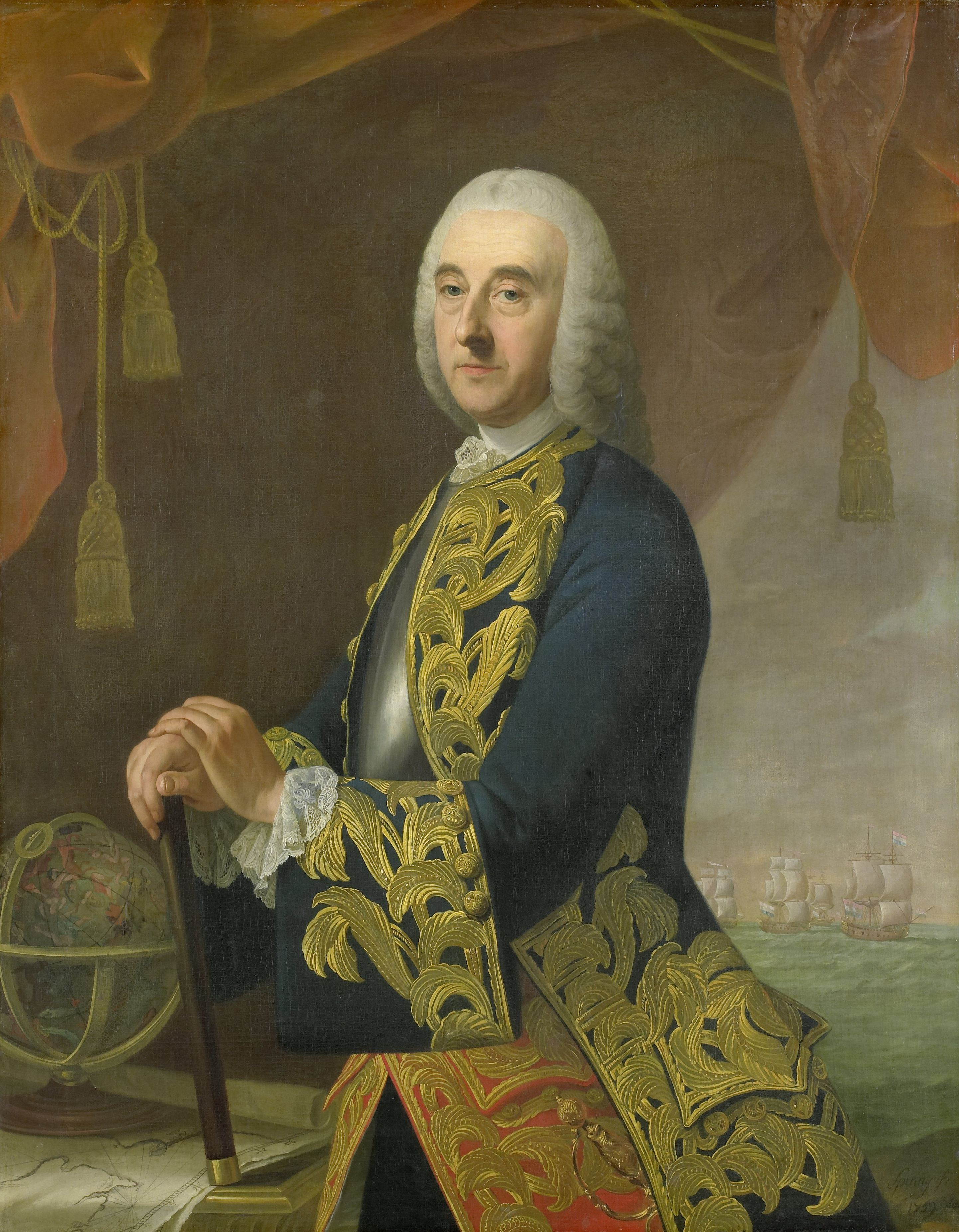
Hendrik Lijnslager
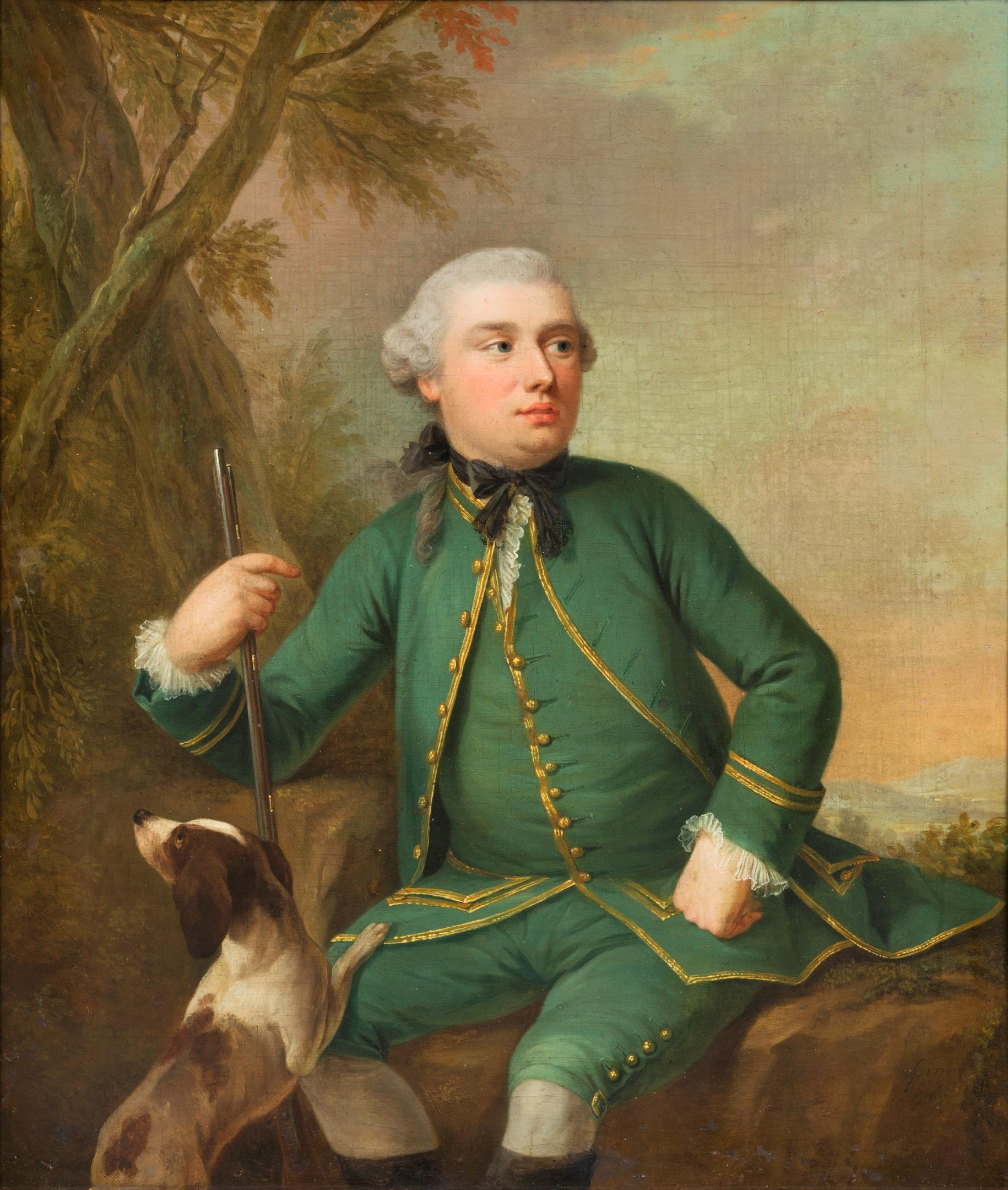
Jacob Kien
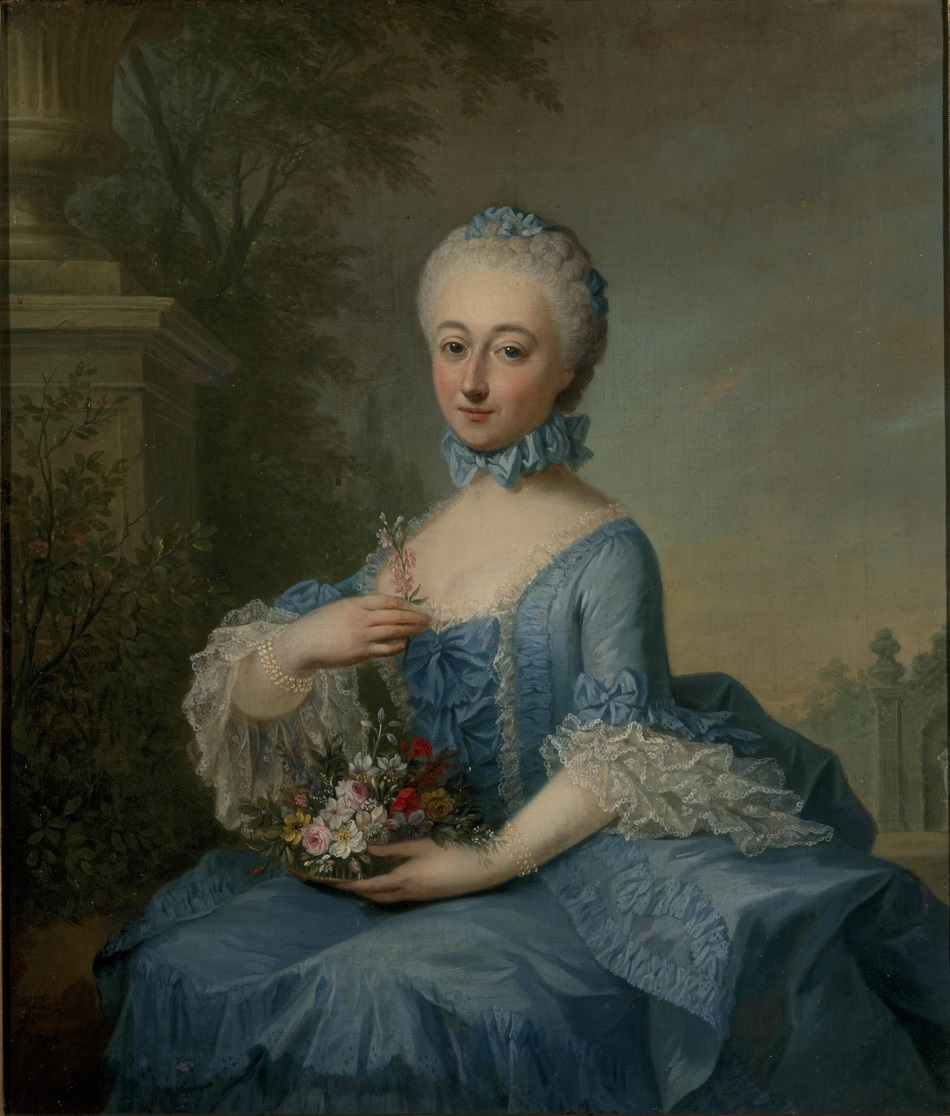
Anna Buck
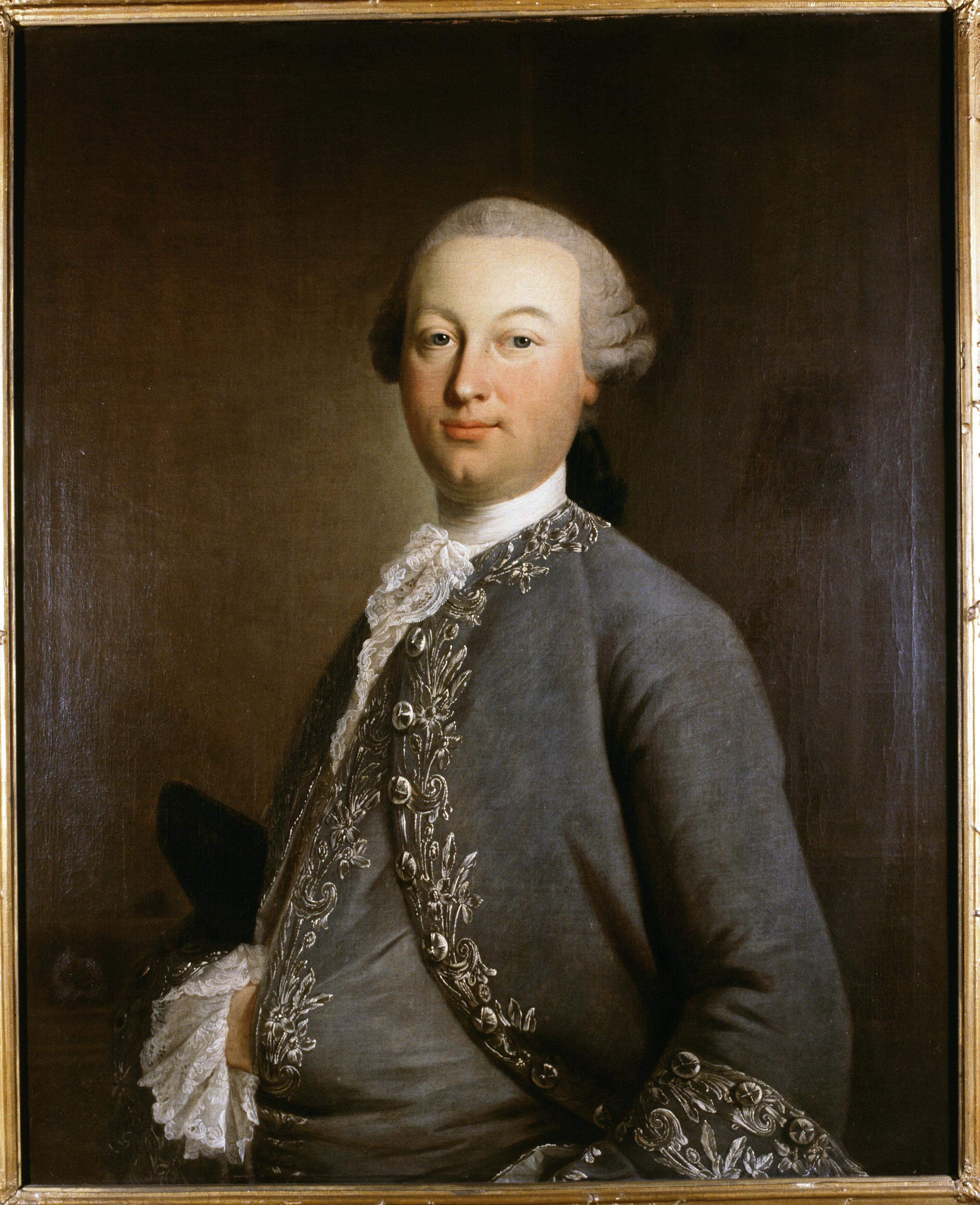
David Thomassen a Thuessink
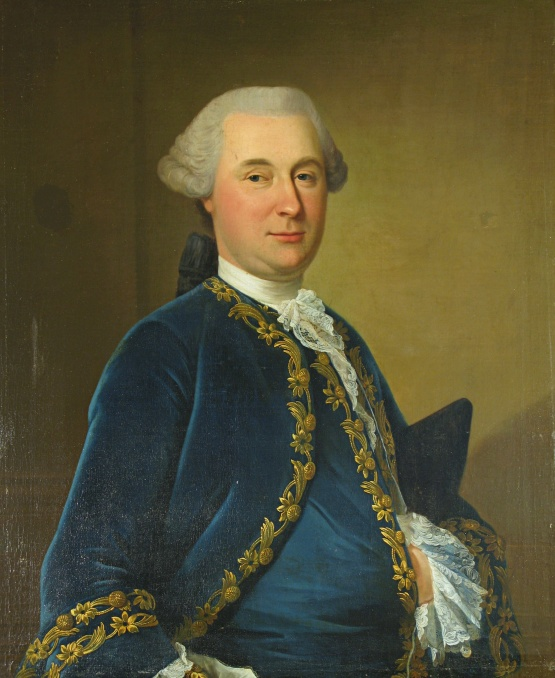
Coenraad Wolter Ellents
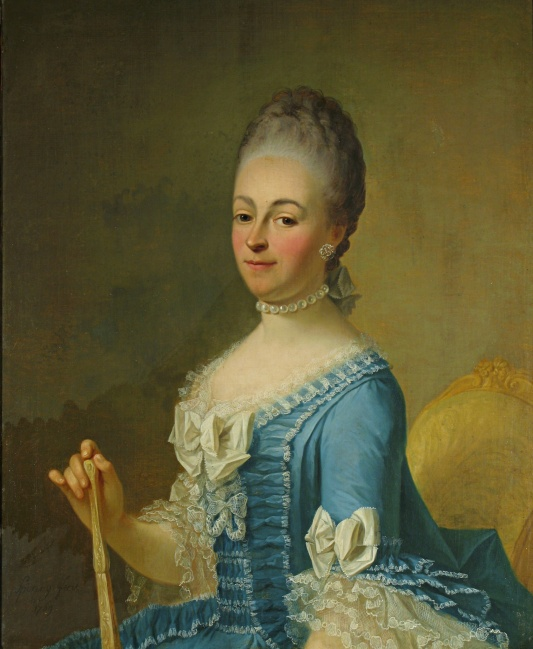
Gesina Oldenhuis
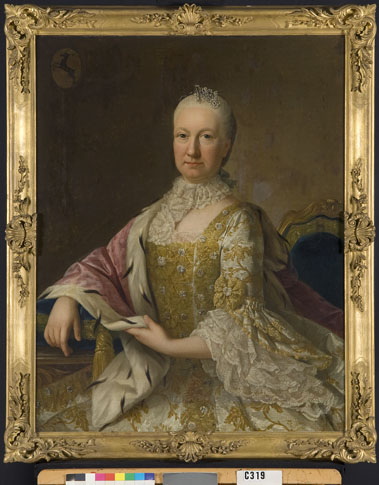
Jacoba Machtildis Boot
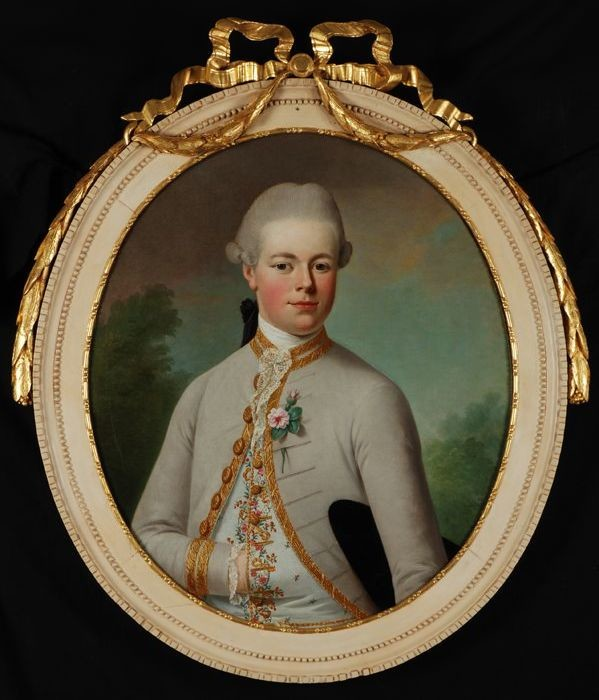
Theodore Lambert Prins
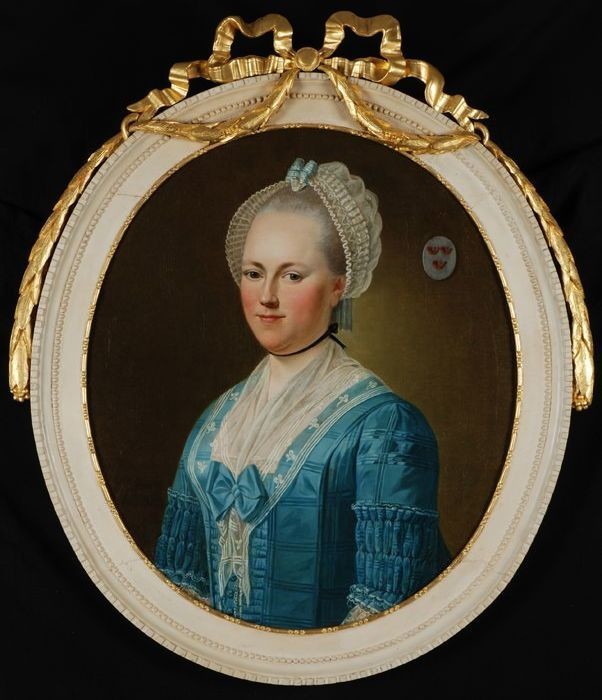
Elisabeth Maria van Neck
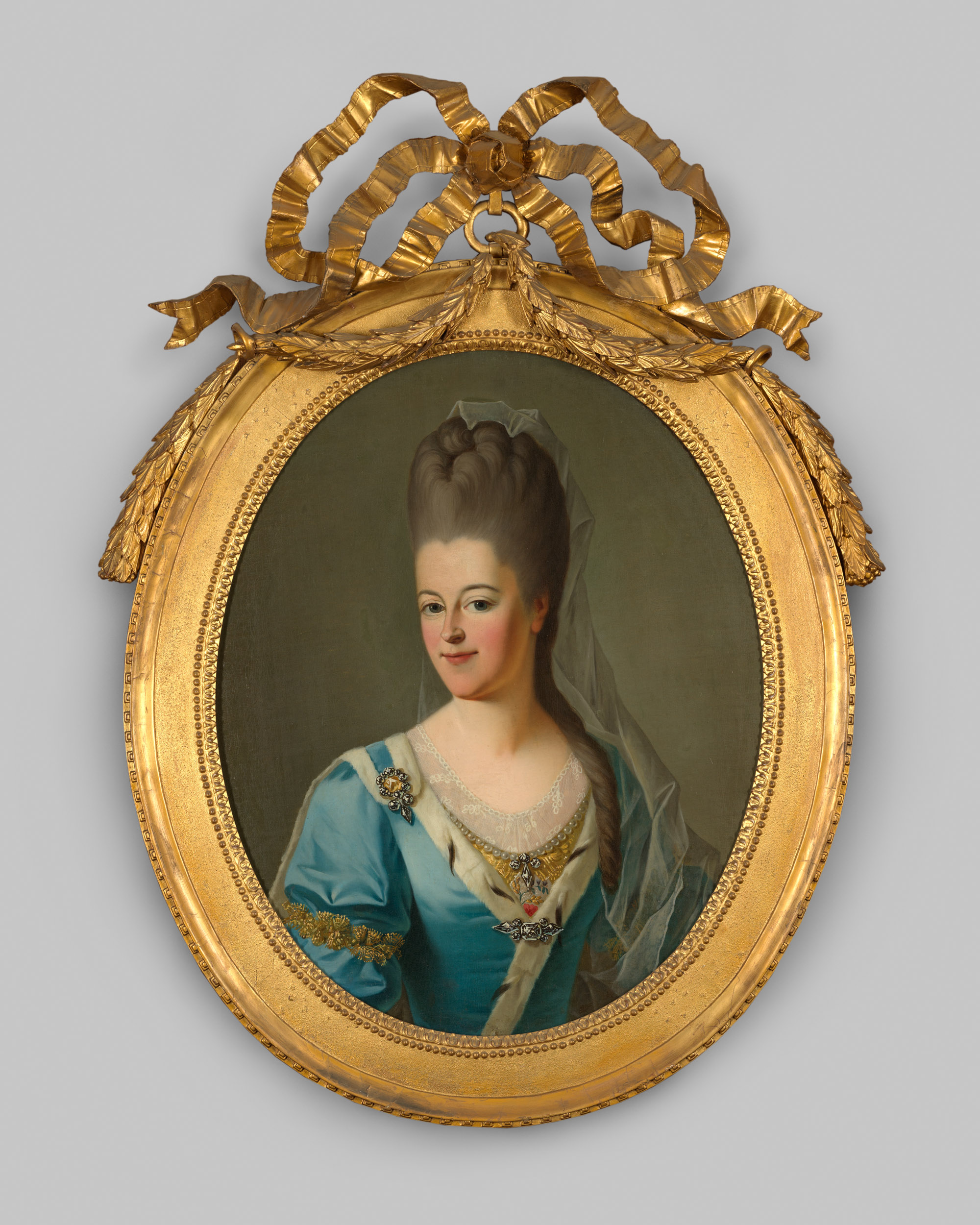
Wilhemina van Pruisen 1771
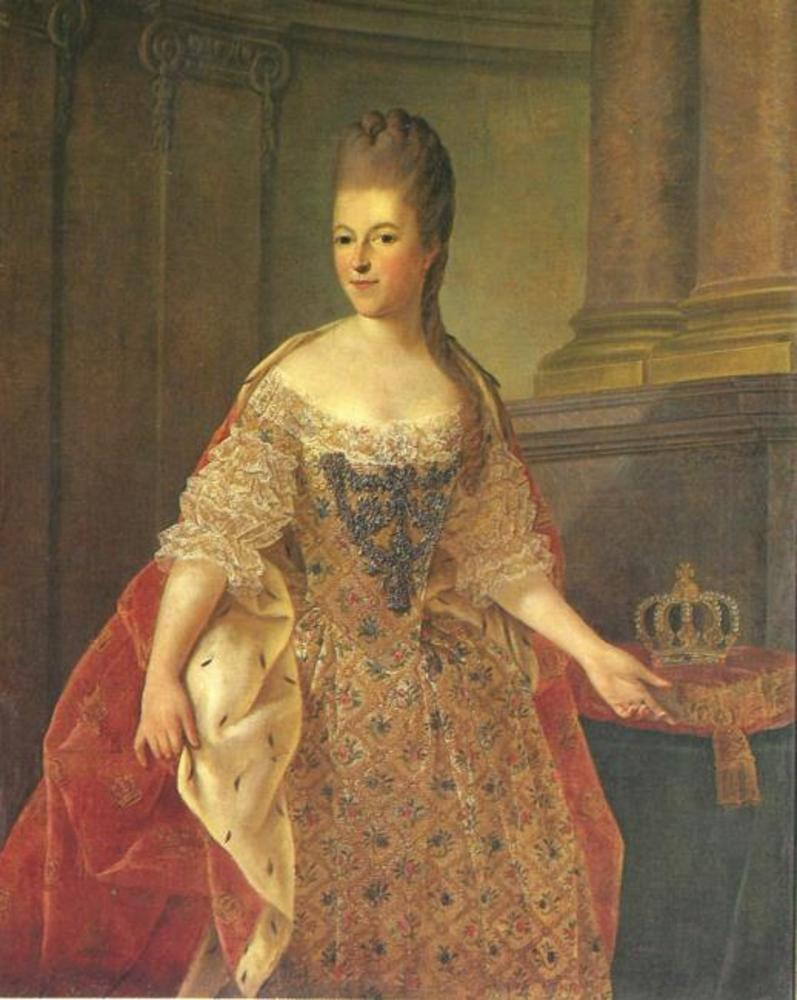
Wilhelmina, prinses van Pruisen 1775
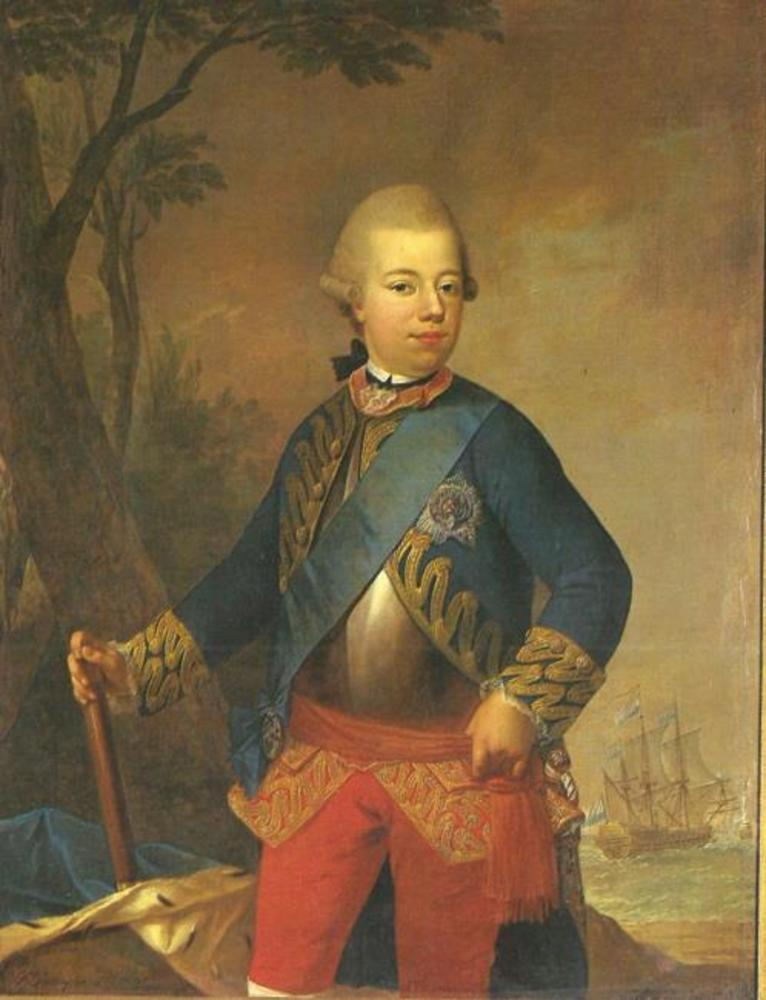
Willem V, prins van Oranje
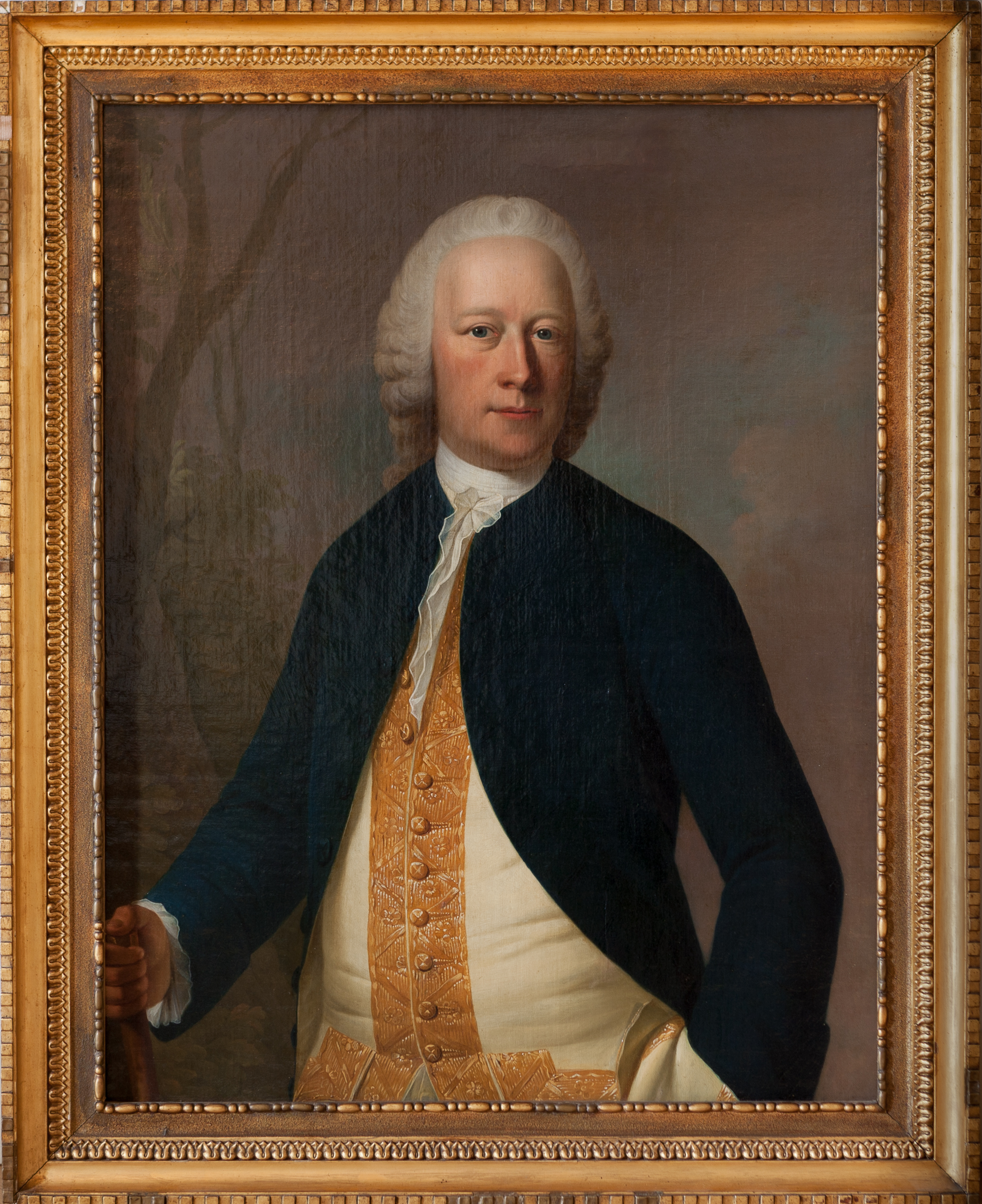
Diederik Jacob van Tuyll van Serooskerken (1707-1776)
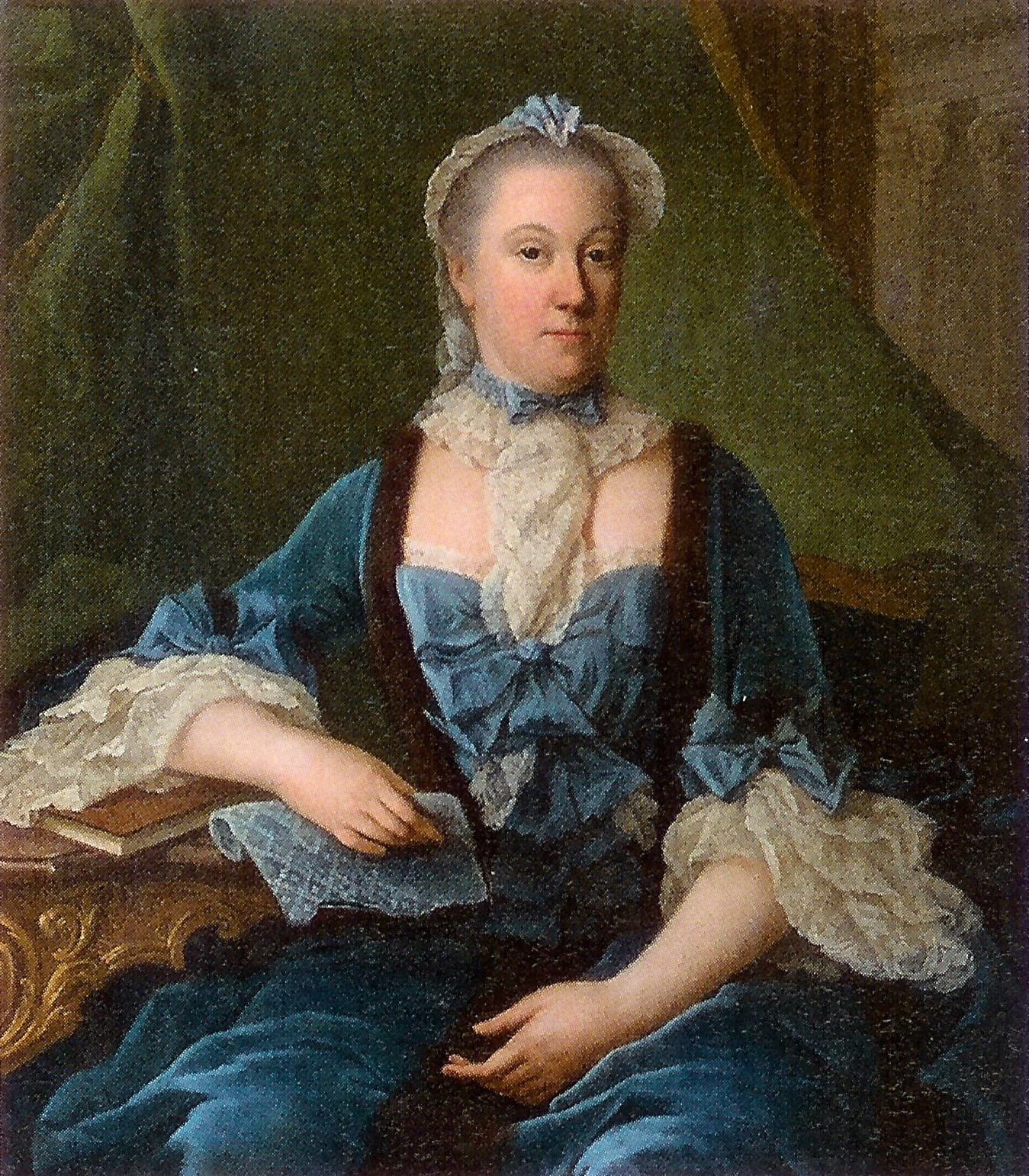
Jacoba Helena de Vicq 1759
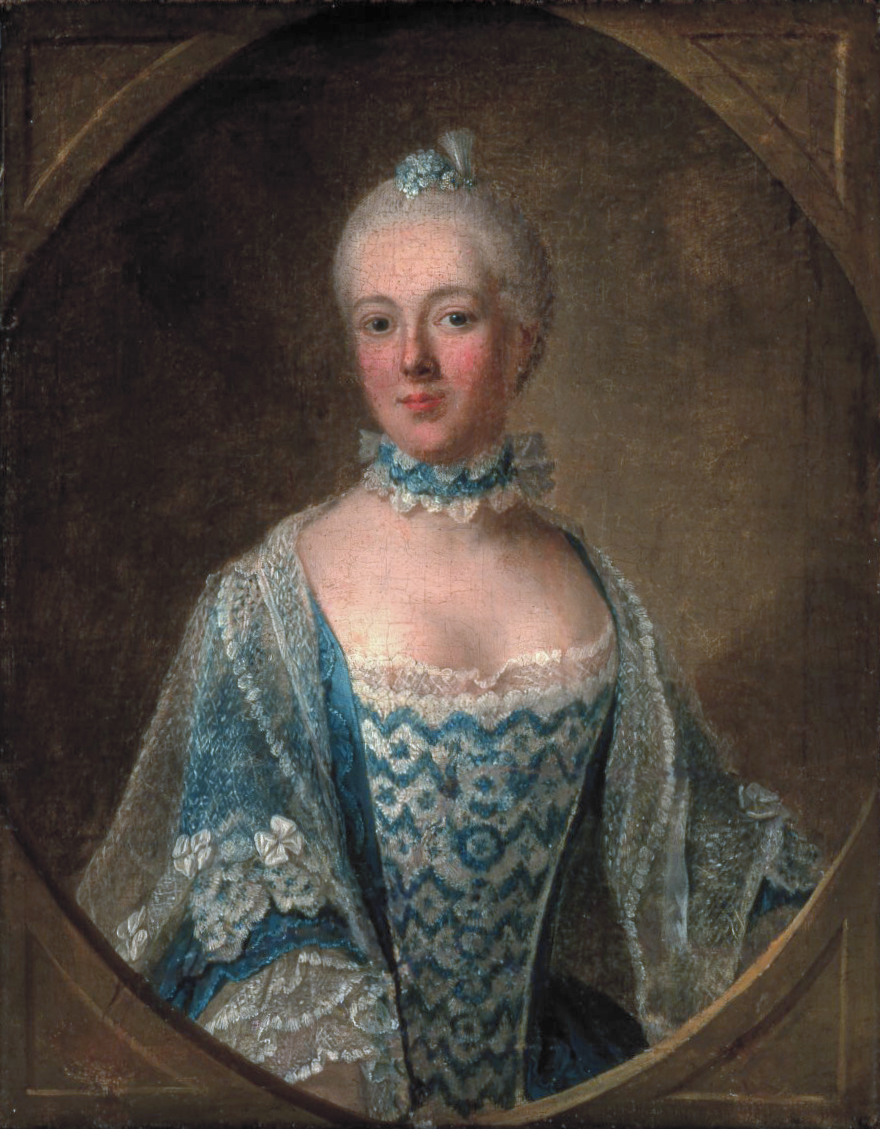
Belle van Zuylen 1759
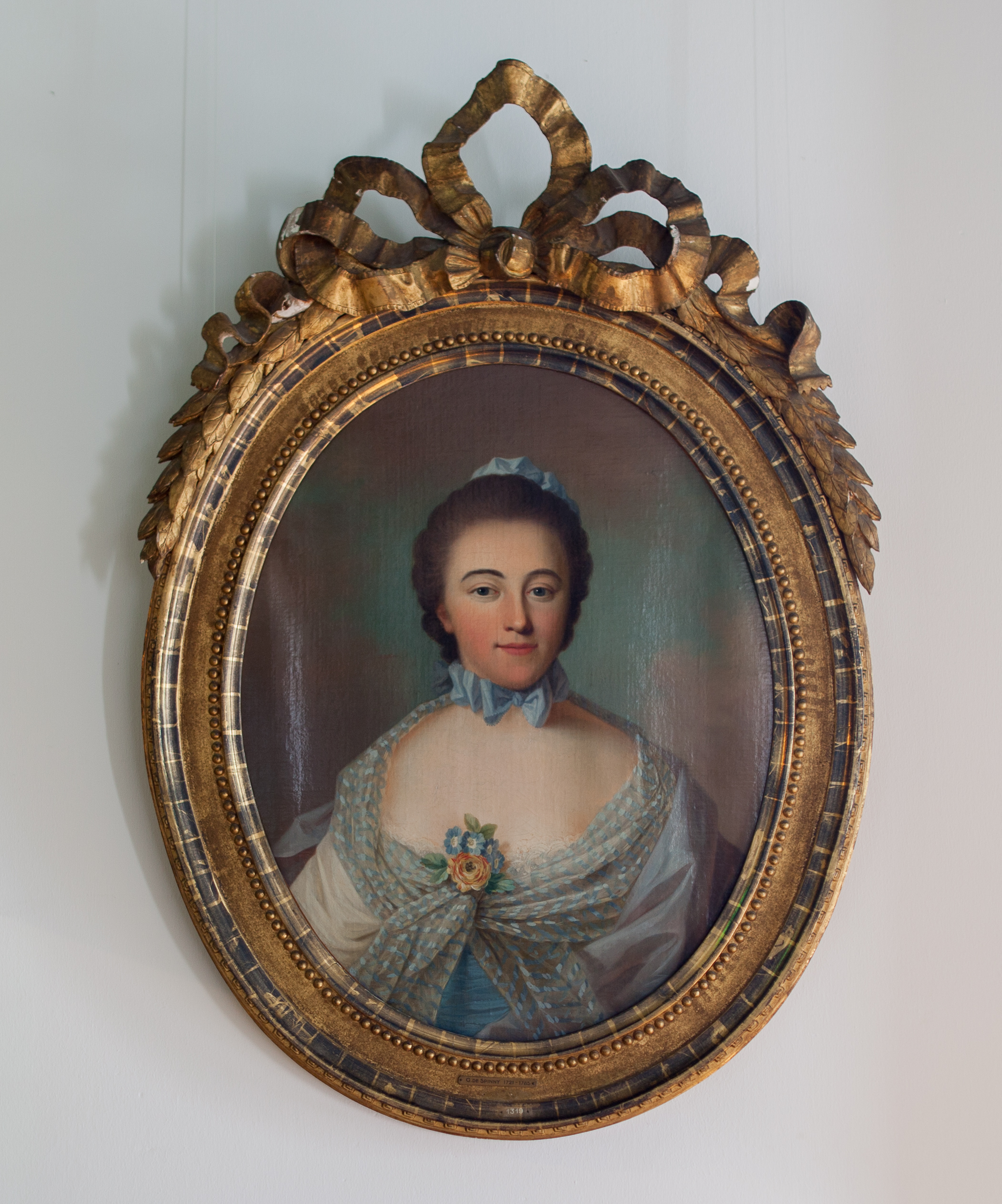
Isabella Agneta van Lockhorst
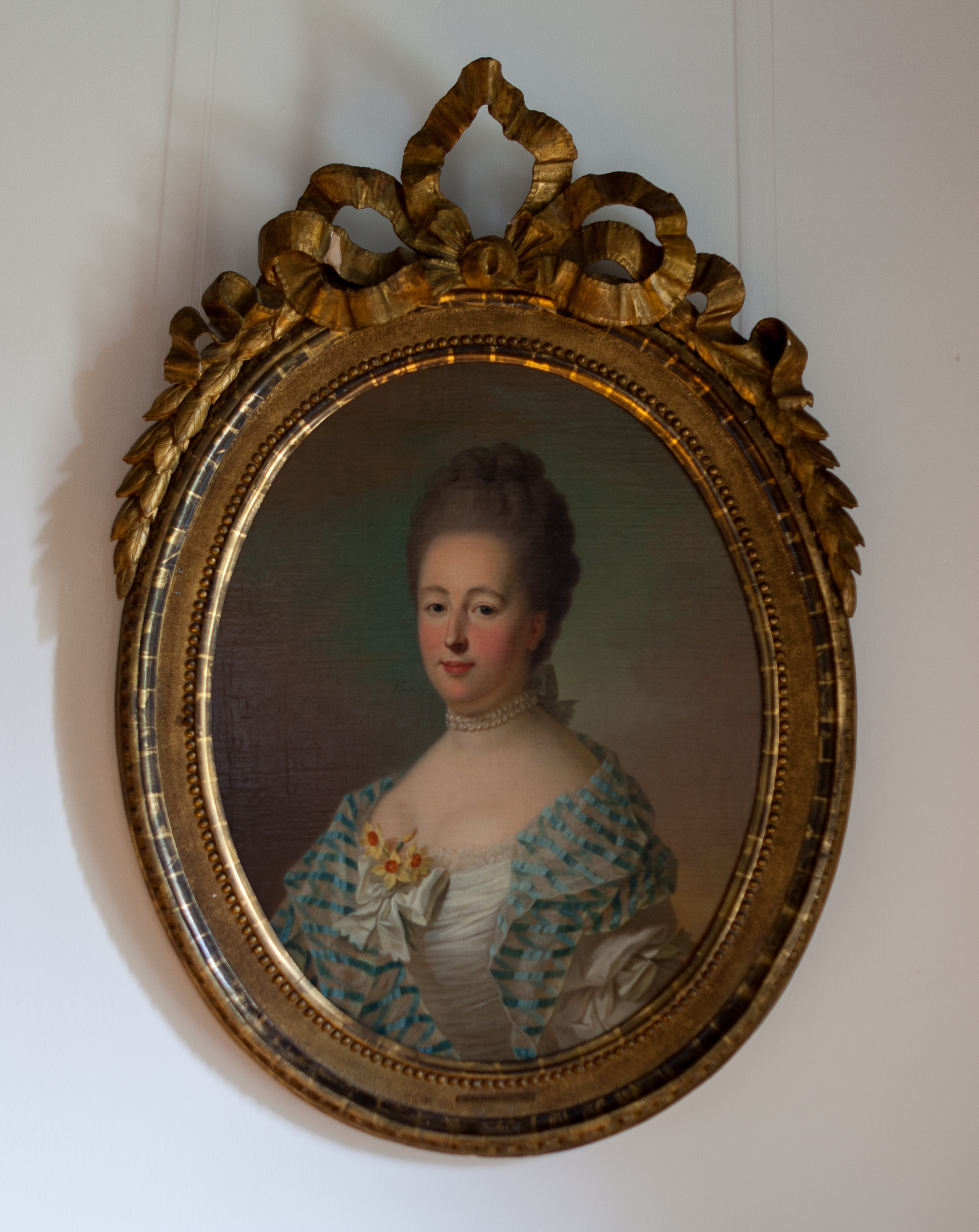
Agneta Geertruida van Lockhorst